# کریس ویلیامسون (شخصیت تلویزیونی)
کریس ویلیامسون (زاده ۲۳ فوریه ۱۹۸۸) پادکستر و یوتیوبر انگلیسی است. او در سال ۲۰۱۵ در فصل اول از مجموعه تلویزیونی واقع‌نمای جزیره عشق حضور داشت. از سال ۲۰۱۸، او میزبان و مجری پادکست خرد مدرن است، پادکستی که بیش از ۴۰۰ میلیون بار دانلود شده است.

## اوایل زندگی و تحصیلات
ویلیامسون در سال ۱۹۸۸ در استاکتون-آن-تیز در شمال شرق انگلستان متولد شد. او در کودکی کریکت و در دوران بزرگسالی برای آکادمی دورهام بازی می‌کرد. او مدرک مدیریت بازرگانی و کارشناسی ارشد بازاریابی بین‌المللی را از دانشگاه نیوکاسل دریافت کرده است. در حین تحصیل، او کار خود را با تبلیغ کردن کلوب‌های شبانه آغاز کرد.

## حرفه
ویلیامسون در سال ۲۰۱۲ در مسابقه تلویزیونی دوستیابی منو ببر بیرون شرکت کرد. او در سال ۲۰۱۵ به عنوان مدل و تبلیغ‌کنندهٔ کلاب‌های شبانه، در فصل اول برنامهٔ واقع‌نما جزیره عشق ظاهر شد. ویلیامسون گفته است که احساس نمی‌کرد به این برنامه تعلق دارد و تجربه‌اش در جزیره عشق باعث شد دوره‌ای از درون‌نگری و رشد شخصی را پشت سر بگذارد. این تجربه در نهایت باعث شد که بخواهد با خلق «محتوایی که واقعاً شیوهٔ زندگی روزمرهٔ مردم را تغییر می‌دهد» به جهان کمک کند.

### خرد مدرن
در سال ۲۰۱۸، ویلیامسون برنامه پادکست خود را به نام «خرد مدرن» با عنوان فرعی «درس‌های زندگی از باهوش‌ترین افراد روی کره زمین» آغاز کرد. او دربارهٔ رویدادهای جاری، سیاست، فلسفه، علم و سرگرمی‌ها با مهمانان مختلفی از جمله جردن پیترسون، جوکو ویلینک، استیون پینکر، لوئیز پری، ویل مک‌اسکیل، رابین دانبار، اندرو هوبرمن، مایکل مالیس، سم هریس، اریک واینستاین، داگلاس موری، کنستانتین کیسین، دیوید گاگینز، دستینی، کریس بامستد، نیک بوستروم و پاتریک مور مصاحبه کرده است. همچنین ویلیامسون با بیش از ۱۰۰ نویسنده از نویسندگان کتاب‌های پرفروش نیویورک تایمز مصاحبه کرده است.
تا آوریل ۲۰۲۵، این برنامه بیش از ۳٫۵ میلیون مشترک در یوتیوب داشته و بیش از ۴۰۰ میلیون بار دانلود شده است.